# مسجد ابن صلاح
مَسْجِدُ ابْنِ صَلَاحٍ هو مسجد على الطراز المريني بُني في القرن 14 في المدينة القديمة بمدينة مراكش المغربية. وهو الأثر البارز الوحيد الباقي من الفترة المرينية في مراكش، ويشتهر بمئذنته المزخرفة.

## التاريخ
تفاصيل بناء المسجد وبناؤه ليست واضحة تماما. يشير أحد النقوش على المسجد إلى أن بناء المئذنة بدأ في أغسطس 1321. وبحسب المؤرخ ابن المؤقت المراكشي، فقد بدأ بناء المسجد بين سنتي 1318 و1319، ويعني هذا أن المسجد بني في عهد السلطان المريني أبو سعيد عثمان بن يعقوب (حكم بين 1310 - 1331)، الذي بنى أيضًا بعض المدارس في فاس ( مثل مدرسة العطارين).
من المرجّحِ أنّ المسجد قد سُمّي باسم علَّامةٍ محلي يُدعى محمد بن صلاح (أو ابن صالح) وهو العلَّامة الذي يقعُ قبره على مقربةٍ من المسجد. تتحدثُ مصادر أخرى عن أنّ محمد بن صلاح هذا كان شخصًا عاديًا يعملُ جزّارًا في أحدِ المحلّات بالمدينة وكانت له من الشهرةِ ما يكفيه لتسمية المسجد باسمه.

## الهندسة المعمارية

### التخطيط العام
على الرغم من الإصلاحات العديدة التي طرأت عليهِ على مرِّ القرون إلّا أن المسجد لم يتغيّر كثيرًا وظلَّ مُحتفظًا على الأقل ببنيتهِ وشكله الأساسي. يتميّزُ الجزء الداخلي من المسجد بساحة مستطيلة وواسعة لكنها ليست عميقة ومُحاطة بأروقة حيث تتركَّز حول حوضٍ صغير أو نافورة. يُعتبر الفناء الخلفي المساحة الرئيسية التي تتمُّ فيها الصلاة، ويحتوي المسجد على ثلاثة مداخل، وتقع المئذنة على الجانب الغربي بينما يقعُ قبر محمد بن صلاح في الركن الشمالي الغربي من المسجد.
يتميز الجزء الداخلي بزخرفةٍ قليلة باستثناء المِحراب الذي يقعُ في منتصف جدار القبلة (الذي يُشير إلى اتجاه الصلاة). مثل العديد من مساجد غربِ أفريقيا في تلك الفترة، فإن اتجاه القبلة (وبالتالي: اتجاه المسجد بأكمله) يختلفُ اختلافاً جوهرياً عن «اتجاه القبلة الحديثة» حيثُ كان متجهًا نحو الجنوب والجنوب الشرقي في حين أن القبلة الحديثة في المغرب تكاد تكون شرقًا (وتحديدًا نحو مكة). 

### المئذنة
تُعتبر المئذنة العنصر الأبرز في هذا المسجد والأكثر زخرفة كما هو الحال مع الأسلوب المعماري المريني بشكلٍ عامٍ المتأثّر بالعمارة الأندلسية. يبدو أن منذئة مسجد ابن صلاح قد صُمّمت جزئيًا على مئذنةِ مسجد المنصور الموحدي الذي يقعُ في مدينة مراكش أيضًا. يُهيمن على الواجهات السفلية زخارف أقواسٍ كبيرة ومتعددة الفصوص، وكما هو الحال مع مسجد القصبة (وهي تسميةٌ محليّة لمسجد المنصور الموحّدي) فإن جميع هذه الأنماط مصبوبة من الطوب على خلفية من بلاط الفخار الأخضر الفيروزي. كل واجهة مثقوبة بثلاث نوافذ مع أقواس على شكل حدوةِ الحصان ويتمُّ تنسيق مواقعها مع أنماط القوس متعددة الفصوص حولها.
تكرر هذا التصميم العام للزخرفة بعد ذلك بوقت قصير في مسجد الشرابليين بفاس وهو بناء مريني آخر من نفس الحقبة، مما يجعلُ مئذنة بن صلاح مثالًا للانتقالِ بين نماذج الموحّدين والمنشآت اللاحقة التي أصبحت نموذجية في وقتٍ ما في المغرب.